# George Meade
George Gordon Meade var en karriereofficer i den amerikanske hær og en civilingeniør, der var involveret i bygning af byggeprojekter langs kysterne, herunder adskillige fyrtårne. Han kæmpede med udmærkelse i Seminolekrigene og den Mexicansk-amerikanske krig. Under den amerikanske borgerkrig gjorde han tjeneste i unionshæren som kommanderende general for Army of the Potomac. Han er bedst kendt for at have slået sydstatsgeneralen Robert E. Lee i Slaget ved Gettysburg i 1863.
I 1864 og 1865 havde Meade fortsat kommandoen over Potomac-hæren under Overland-kampagnen, Belejringen af Petersburg og Slaget ved Appomattox Courthouse, men hans indsats her overskyggedes af, at den øverstkommanderende for samtlige Unionens hære – Ulysses S. Grant fulgte hæren og kontrollerede hans handlinger.

## Tidlige år
Meade blev født i Cadiz i Spanien som det 8. af 11 børn i familien hos Richard Worsam Meade og Margaret Coats Butler Meade. Hans far var en velhavende købmand fra Philadelphia som gjorde i tjeneste i Spanien som agent for den amerikanske flåde. Han gik fallit på grund af sin støtte til Spanien under Napoleonskrigene og døde i 1828. Familien flyttede tilbage til USA 6 måneder efter faderens død og var i en vanskelig økonomisk situation. Den unge George gik på Mount Hope Institution i Baltimore og kom ind på West Point i 1831. Han tog eksamen som nr. 19 i en årgang på 56 i 1835.
I et år gjorde han tjeneste med 3. artilleriregiment i Florida, hvor han kæmpede mod Seminole-indianerne, hvorefter han forlod hæren, der ikke var den karriere, som han ønskede at forfølge. Han arbejdede derefter som civilingeniør for jernbanen i Alabama, Georgia og Florida samt for USA's krigsministerium.
Den 31. december 1840 giftede han sig med Margarette Sergeant, datter af politikeren John Sergeant, der tidligere havde været kandidat til vicepræsidentposten. De fik 7 børn.
Da det var vanskeligt at finde fast civilt arbejde for et nygift par, trådte Meade ind i hæren igen i 1842 som sekondløjtnant i det topografiske ingeniørkorps.
Meade gjorde tjeneste i den Mexicansk-amerikanske krig i stabene for generalerne Zachary Taylor, William J. Worth, og Robert Patterson. Meade fik en midlertidig forfremmelse til premierløjtnant for modig optræden i Slaget ved Monterrey.
Efter krigen var han fortrinsvis involveret i bygning af fyrtårne og moler foruden opmåling af kyster i Florida og New Jersey. Han tegnede Barnegat-fyrtårnet på Long Beach Island, Absecon-fyrtårnet i Atlantic City, Cape May-fyrtårnet, Jupiter Inlet-fyrtårnet, og Sombrero Key-fyret i Florida Keys. Han designede også en hydraulisk lampe, som blev antaget af Lighthouse Board til brug i amerikanske fyrtårne. I 1856 blev han forfremmet til kaptajn og hans karriere som militær ingeniør var begivenhedsløs indtil udbruddet af borgerkrigen i 1861.

## Borgerkrigen

### Tidlige opgaver
Meade blev forfremmet fra kaptajn til brigadegeneral den 31. august 1861, nogle få måneder efter borgerkrigens udbrud efter en stærk anbefaling af Pennsylvanias guvernør Andrew Curtin. Han fik kommandoen over 2nd brigade af Pennsylvanias Reserver, der var blevet rekrutteret tidligt i krigen. Han førte dem kompetent – først ved bygning af forsvarsstillinger rundt om Washington, D.C.. Senere sluttede brigaden sig til generalmajor George B. McClellans Army of the Potomac i Peninsula-kampagnen. I slaget ved Glendale, et af slagene i Syvdagesslaget blev Meade alvorligt såret i armen, ryggen og siden. Han var delvis kommet sig inden Northern Virginia-kampagnen og det Andet slag ved Bull Run, hvor han ledte sin brigade, der nu var tilknyttet generalmajor Irvin McDowells
korps i Army of Virginia. Hans brigade holdt heroisk stand på Henry House Hill for at dække ryggen på den retirerende Unionshær. Ved starten af Marylandkampagnen nogle få dage senere fik han kommandoen over 3rd Division i Army of the Potomac, og udmærkede sig i slaget ved South Mountain. Da Meades brigade stormede højderne ved South Mountain, blev hans korpschef, generalmajor Joseph Hooker, hørt udbryde: "Se på Meade! Jamen med sådanne tropper, ledet på den måde, kan jeg vinde hvad som helst!" I Slaget ved Antietam, erstattede Meade den sårede Hooker som chef for I Korps, personligt udvalgt af McClellan frem for andre generaler med højere rang. Han gjorde en god figur ved Antietam, men blev såret i låret.
Under Slaget ved Fredericksburg opnåede Meades division det eneste gennembrud af de Konfødereredes linjer, idet den stødte igennem et hul i generalløjtnant Stonewall Jacksons front i den sydlige ende af slagmarken. For denne dåd blev Meade forfremmet til generalmajor med virkning fra den 29. november 1862. Desværre blev der ikke fulgt op på hans angreb, og meget af hans division gik tabt. Efter slaget fik han kommandoen over V korps, som han førte i Slaget ved Chancellorsville det følgende forår. General Hooker, som på det tidspunkt kommanderede Army of the Potomac, havde store planer for kampagnen, men var for forsigtig, når det kom til udførelsen, hvilket lod Sydstatshæren tage initiativet. Meades korps blev holdt i reserve under det meste af slaget, hvilket bidrog til Unionens nederlag. Efterfølgende plæderede Meade kraftigt med Hooker for en genoptagelse af angrebet mod Lee, men uden held.

### Army of the Potomac og Gettysburg
Hooker trak sig tilbage som hærfører for Army of the Potomac mens han forfulgte Lee under Gettysburg-kampagnen. Tidligt om morgenen den 28. juni 1863 ankom der en budbringer fra præsident Abraham Lincoln for at meddele Meade, at han var udpeget som Hookers erstatning. Meade blev overrasket og skrev senere til sin kone, at da officeren kom ind i hans telt for at vække ham, regnede han med, at han var blevet indfanget af de politiske manøvrer i hæren, og at han skulle arresteres. Han havde ikke aktivt søgt kommandoen, og var ikke præsidentens første valg. John F. Reynolds, en af fire generalmajorer som havde højere rang end Meade i Army of the Potomac, havde tidligere afvist præsidentens forslag om at han overtog kommandoen. Reynolds døde på den første dag i Slaget ved Gettysburg.
Meade overtog kommandoen i Frederick i Maryland..
Lees Army of Northern Virginia var i færd med at invadere Pennsylvania og som tidligere korpschef havde Meade ikke megen viden om, hvor resten af hans hær befandt sig. Kun 3 dage senere stod han overfor Lee i Slaget ved Gettysburg 1. – 3. juli 1863, hvor han vandt det slag, som betragtes som vendepunktet i den amerikanske borgerkrig.
Slaget begyndte nærmest ved en tilfældighed, da sydstatsinfanteri stødte sammen med unionskavaleri udenfor Gettysburg den 1. juli. Ved slutningen af den første dag var to Unionskorps næsten ødelagt, men hæren stod på fordelagtigt terræn. Meade hastede resten af hæren til Gettysburg og placerede klogt sine styrker til et defensivt slag og reagerede hurtigt på Lees voldsomme angreb på hans linje – venstre, højre, midt på. Slaget kulminerede med Lees katastrofale angreb på Meades centrum – kendt som Picketts angreb.
I løbet af de tre dage gjorde Meade udmærket brug af dygtige underordnede såsom generalmajorerne John F. Reynolds og Winfield S. Hancock, som han gav udstrakte beføjelser. Desværre for Meade håndterede han ikke lige så klogt de politiske manipulatorer, som han havde arvet fra Hooker, såsom generalmajor Daniel Sickles chefen for III korps, og Daniel Butterfield, der var hans stabschef, som gav ham problemer senere i krigen ved at stille spørgsmålstegn ved hans beslutninger og mod. Sickles førte en personlig vendetta mod Meade fordi han var tro mod Hooker, som Meade havde afløst, og på grund af alvorlig uenighed ved Gettysburg. Sickles lydighedsnægtelse havde nær kostet sejren i slaget.
Radikale Republikanere i Kongressen mistænkte Meade for at være modstander af krigen, og forsøgte forgæves at få ham fjernet.
Ovenpå de alvorlige tab ved Gettysburg trak Lees hær sig tilbage til Virginia. Meade blev kritiseret af præsidenten og andre for ikke at forfølge sydstatshæren aggressivt nok under retræten. På et vist tidspunkt var Army of Northern Virginia ekstremt sårbar med ryggen mod Potomacfloden, som var opsvulmet af regnvand, men de nåede at bygge stærke defensive stillinger inden Meade kunne organiserede et effektivt angreb. Lincoln troede, at dette var en mistet mulighed for at afslutte krigen. Ikke desto mindre fik Meade en forfremmelse i den regulære hær (til brigadegeneral) og en tak fra Kongressen, som roste Meade "... og officerer og soldater i [Army of the Potomac], for den kunnen og det heroiske mod, som ved Gettysburg afviste, besejrede og fordrev Rebellernes veteranhær, nedbrudt og nedtrykt til den anden side af Rappahannock."
I resten af efterårets kampagner i 1863 – både Bristoe-kampagnen og Mine Run-kampagnen blev Meade udmanøvreret af Lee, og han trak sig tilbage efter at have udkæmpet mindre og resultatløse slag, fordi han var utilbøjelig til at angribe befæstede stillinger.
Meade var en kompetent og udadtil beskeden mand, selv om hans korrespondance med sin kone igennem krigen antyder, at han skjulte sit ego og sine ambitioner. En avismand fra London beskrev Meade således: "Han er en mand med et bemærkelsesværdigt ydre, høj, mager, en dominerende skikkelse, hans manerer er behagelige og omgængelige men med stor værdighed. Han er delvis skaldet og hans hoved er lille og kompakt, men hans pande er høj. Han har en næse som Wellington og hans øjne, som har et alvorligt og næsten trist udtryk ligger dybt, eller lader til at gøre det, på grund af den kurvede næses fremtrædende bue. Han er i høj grad en patricier og har et distingveret ydre".
Meades hidsige temperament var notorisk, og selv om han var respekteret af de fleste af sine ligemænd, var han ikke elsket i hæren. Nogle omtalte ham som "en forbandet gammel snappende skildpadde med udstående øjne."

### Meade og Grant
Da generalløjtnant Ulysses S. Grant blev udpeget som øverstkommanderende for alle Unionens hære i marts 1864, tilbød Meade at trække sig tilbage, men det afslog Grant, og i stedet blev Meade og Army of the Potomac hans underordnede. Grant delte hovedkvarter med Meade i resten af krigen, hvilket fik Meade til at rase over den tætte overvågning, som han var udsat for. Efter en episode i juni 1864 hvor Meade revsede reporteren Edward Cropsey fra The Philadelphia Inquirer for en ufordelagtig artikel, enedes alle pressefolkene ved hæren om kun at omtale Meade i forbindelse med nederlag. Meade vidste øjesynligt ikke noget om dette, og det ophidsede ham, at aviserne gav Grant alle roserne.
Meade og Grant havde forskellige kontroverser som afstedkom yderligere gnidninger mellem dem. Grant førte udmattelseskrig i sin Overland-kampagne mod Robert E. Lee, og var villig til at lide tab i en størrelsesorden, som tidligere var uhørte, fordi han vidste at Unionshæren havde reserver klar, mens Sydstaterne ingen havde. Meade var blevet en mere forsigtig general og mere betænkelig ved meningsløsheden i at angribe befæstede positioner. De fleste af de blodige nederlag, som hans hær led under Overland-kampagnen skyldtes ordrer fra Grant, om end den aggressive manøvrering som til sidst skubbede Lee ned i skyttegravene omkring Petersburg også stammede fra Grant. En yderligere frustration for Meade var måden hvorpå Grant somme tider gav særbehandling til underordnede som han medbragte fra det vestlige operationsområde. Et godt eksempel på dette var Grants indblanding i Meades håndtering af Philip Sheridans kavalerikorps. Meade havde forlangt, at korpset skulle udføre traditionelle kavaleriopgaver såsom rekognoscering, afskærmning og beskyttelse af forsyningstog, men Sheridan gik direkte til Grant og fik tilladelse til at gennemføre et strategisk raid mod Sydstaternes kavaleri og Richmond.
Selv om Meade generelt gjorde det godt under Grants overvågning i Overland-kampagnen og Richmond-Petersburg kampagnen, var der et par eksempler på uheldige beslutninger, som skæmmede hans eftermæle. Under slaget ved Cold Harbor overvågede Meade ikke sine korpschefer tilstrækkelig nøje, og han insisterede ikke på at de skulle gennemføre rekognoscering inden det katastrofale frontalangreb. Ganske uforklarligt skrev Meade straks efter slaget til sin kone og udtrykte stolthed over at det var ham, som havde befalet angrebet. Under de indledende angreb på Petersburg undlod Meade igen at koordinere angrebene fra sine korps inden Lee kunne forstærke linjen, hvilket resulterede i de ti måneders dødvande – Belejringen af Petersburg.
Han godkendte generalmajor Ambrose Burnsides plan om at placere sprængstoffer i en minegang, som blev gravet under Sydstatshærens linje øst for Petersburg, men i sidste øjeblik ændrede hans Burnsides plan om at sætte en veltrænet division af sorte soldater i spidsen for angrebet og beordrede ham til i stedet at vælge en knap så politisk risikabel vej og bruge en utrænet og dårligt ledet hvid division i stedet. Det heraf følgende slaget i krateret var en af krigens største fiaskoer. I alle disse eksempler bærer Grant noget af ansvaret, fordi han godkendte Meades planer, men Meade var ikke på højde med det kompetenceniveau han viste ved Gettysburg.
Efter Slaget ved Spotsylvania Court House anmodede Grant om at Meade blev forfremmet til generalmajor i den stående hær. I et telegram til krigsministeren Edwin Stanton den 13. maj fastslog Grant at "Meade har mere end mødt mine mest optimistiske forventninger. Blandt de officerer, som jeg har været i kontakt med, er han og William T. Sherman de officerer, som er bedst egnet til at føre store troppestyrker." Meade følte sig krænket over at hans velfortjente forfremmelse blev behandlet efter Shermans og Philip Sheridans, hvoraf den sidste var hans underordnede. Ved krigens slutning betød hans rang imidlertid at kun Grant, Halleck og Sherman havde højere rang end han. Selv om han kæmpede med i Appomattox-kampagnen, var det Grant og Sheridan som fik det meste af æren. Han var ikke tilstede da Robert E. Lee overgav sig efter slaget ved Appomattox Courthouse.

### Kommandobeslutninger
Meades beslutninger som chef for Army of the Potomac har været genstand for en kontrovers. Han blev beskyldt for ikke at være tilstrækkelig aggressiv i forfølgelsen af De konfødererede styrker, og var til tider tøvende overfor at angribe. Hans ry overfor offentligheden og det 19. århundredes historikere led under hans hidsige temperament, hans dårlige forhold til pressen, han plads i skyggen af den sejrrige Grant og især det skadelige uvenskab med Dan Sickles. Nyere historiske værker har vist ham i et mere fortjent positivt lys. De har anerkendt at Meade udviste og handlede på baggrund af en forståelse af de nødvendige taktiske ændringer som ny våbenteknologi nødvendiggjorde. Hans beslutninger om at grave skyttegrave, når det var muligt, og ikke at igangsætte frontale angreb på befæstede stillinger skulle have været studeret mere omhyggeligt, det var erfaringer, som kunne have været brugt med stor effekt på Vestfronten under 1. verdenskrig.

## Karriere efter krigen
General Meade var inspektør i Fairmount Park i Pennsylvania fra 1866 til sin død. Han havde også forskellige militære kommandoer, herunder Den Atlantiske Militærdivision, Det Østlige Departement og Det Sydlige departement. Han erstattede generalmajor John Pope som guvernør i Rekonstruktionen af Tredje Militær Distrikt i Atlanta i Georgia den 10. januar 1868. Han blev æresdoktor i jura ved Harvarduniversitetet og hans videnskabelige resultater blev anerkendt af forskellige insitutioner, herunder American Philosophical Society og Philadelphia Academy of Natural Sciences.

## I erindring om
Meade døde i Philadelphis af komplikationer fra hans gamle sår i forening med lungebetændelse. Han ligger begravet på Laurel Hill-kirkegården. Der er statuer af ham rundt om i Pennsylvania herunder nogle stykker i Gettysburg.
For Meade i Maryland er opkaldt efter ham, og det samme er Meade County i Kansas, og Meade County i South Dakota. Old Baldy Civil War Round Table i Philadelphia har sit navn til ære for Meades hest under krigen.
Tusind dollarsedler i serierne fra 1890 og 1891 viser portrætter af Meade på forsiden.

## Yderligere læsning
- Cleaves, Freeman, Meade of Gettysburg, University of Oklahoma Press, 1991, ISBN 0-8061-2298-6.
- Meade, George Gordon (posthumous), The Life and Letters of George Gordon Meade, Major-General United States Army, Charles Scribner's Sons, 1913.
- Sears, Stephen W., Gettysburg, Houghton Mifflin, 2003, ISBN 0-395-86761-4.